# Андреас Даккель
Андреас Даккель (швед. Andreas Dackell, нар. 29 грудня 1972, Євле) — колишній шведський хокеїст, що грав на позиції крайнього нападника. Грав за збірну команду Швеції.
Олімпійський чемпіон. Провів понад 600 матчів у Національній хокейній лізі. 

## Ігрова кар'єра
Хокейну кар'єру розпочав на батьківщині 1990 року виступами за команду «Брюнес».
1996 року був обраний на драфті НХЛ під 136-м загальним номером командою «Оттава Сенаторс». 
Протягом професійної клубної ігрової кар'єри, що тривала 23 роки, захищав кольори команд «Оттава Сенаторс», «Монреаль Канадієнс» та «Брюнес».
Загалом провів 657 матчів у НХЛ, включаючи 44 гри плей-оф Кубка Стенлі.
Виступав за збірну Швеції.

## Нагороди та досягнення
- Чемпіон Швеції в складі «Брюнесу» — 1993.
- Олімпійський чемпіон — 1994.
- Бронзовий призер чемпіонату світу — 1994.
- Срібний призер чемпіонатів світу — 1995.

## Статистика
| Сезон              | Клуб                 | Ліга               | Регулярний сезон | Регулярний сезон | Регулярний сезон | Регулярний сезон | Регулярний сезон | Плей-оф | Плей-оф | Плей-оф | Плей-оф | Плей-оф |
| Сезон              | Клуб                 | Ліга               | І                | Г                | П                | О                | ШХ               | І       | Г       | П       | О       | ШХ      |
| ------------------ | -------------------- | ------------------ | ---------------- | ---------------- | ---------------- | ---------------- | ---------------- | ------- | ------- | ------- | ------- | ------- |
| 1990–91            | «Брюнес»             | Елітсерія          | 3                | 0                | 1                | 1                | 2                | 1       | 0       | 0       | 0       | 0       |
| 1991–92            | «Брюнес»             | Елітсерія          | 5                | 0                | 0                | 0                | 2                | 2       | 0       | 1       | 1       | 4       |
| 1992–93            | «Брюнес»             | Елітсерія          | 40               | 12               | 15               | 27               | 12               | 10      | 4       | 5       | 9       | 2       |
| 1993–94            | «Брюнес»             | Елітсерія          | 38               | 12               | 17               | 29               | 51               | 7       | 2       | 2       | 4       | 4       |
| 1994–95            | «Брюнес»             | Елітсерія          | 39               | 16               | 14               | 30               | 34               | 14      | 3       | 3       | 6       | 14      |
| 1995–96            | «Брюнес»             | Елітсерія          | 22               | 6                | 6                | 12               | 8                | —       | —       | —       | —       | —       |
| 1996–97            | «Оттава Сенаторс»    | НХЛ                | 79               | 12               | 19               | 31               | 8                | 7       | 1       | 0       | 1       | 0       |
| 1997–98            | «Оттава Сенаторс»    | НХЛ                | 82               | 15               | 18               | 33               | 24               | 11      | 1       | 1       | 2       | 2       |
| 1998–99            | «Оттава Сенаторс»    | НХЛ                | 77               | 15               | 35               | 50               | 30               | 4       | 0       | 1       | 1       | 0       |
| 1999–00            | «Оттава Сенаторс»    | НХЛ                | 82               | 10               | 25               | 35               | 18               | 6       | 2       | 1       | 3       | 2       |
| 2000–01            | «Оттава Сенаторс»    | НХЛ                | 81               | 13               | 18               | 31               | 24               | 4       | 0       | 0       | 0       | 0       |
| 2001–02            | «Монреаль Канадієнс» | НХЛ                | 79               | 15               | 18               | 33               | 24               | 12      | 1       | 2       | 3       | 6       |
| 2002–03            | «Монреаль Канадієнс» | НХЛ                | 73               | 7                | 18               | 25               | 24               | —       | —       | —       | —       | —       |
| 2003–04            | «Монреаль Канадієнс» | НХЛ                | 60               | 4                | 8                | 12               | 10               | —       | —       | —       | —       | —       |
| 2004–05            | «Брюнес»             | Елітсерія          | 40               | 9                | 13               | 22               | 48               | —       | —       | —       | —       | —       |
| 2005–06            | «Брюнес»             | Елітсерія          | 40               | 6                | 14               | 20               | 22               | 4       | 0       | 0       | 0       | 2       |
| 2006–07            | «Брюнес»             | Елітсерія          | 54               | 7                | 21               | 28               | 67               | 7       | 2       | 7       | 9       | 4       |
| 2007–08            | «Брюнес»             | Елітсерія          | 54               | 7                | 18               | 25               | 40               | —       | —       | —       | —       | —       |
| 2008–09            | «Брюнес»             | Елітсерія          | 55               | 13               | 27               | 40               | 44               | 4       | 0       | 1       | 1       | 4       |
| Усього в НХЛ       | Усього в НХЛ         | Усього в НХЛ       | 613              | 91               | 159              | 250              | 162              | 44      | 5       | 5       | 10      | 10      |
| Усього в Елітсерії | Усього в Елітсерії   | Усього в Елітсерії | 390              | 88               | 146              | 234              | 330              | 49      | 11      | 19      | 30      | 34      |